# Храм Всех Святых (Одесса)
Храм Всех Святых — утраченный приходской православный храм в Преображенском парке города Одессы.

## История
История Одесской кладбищенской церкви может быть разделена на два периода. Первый из них охватывает время её существования в первобытном виде и размерах до 1845 года, а второй — время постепенного расширения и дальнейшего благоустройства её до 1900 года.

### Основание церкви
Необходимость сооружения храма на Одесском городском кладбище сознавалась горожанами со времени открытия кладбища (окодо 1794 года). В октябре 1807 года от имени одесского благочинного, протоиерея Петра Куницкого граждане отправили архиепископу Екатеринославскому, Херсонскому и Таврическому Платону прошение о разрешении соорудить на кладбище церковь во имя Успения Пресвятой Богородицы и употребить на это материал из старой (временной) соборной Николаевской церкви. Платон дал своё благословение на сооружение церкви. Однако в связи с тем, что Одесса перешла из Екатеринославской епархии в Кишинёвскую, одесский благочинный протоиерей Иоанн Воронин обратился к митрополиту Кишинёвскому и Хотинскому Гавриилу за благословением, отправив рапорт 13 сентября 1816 года.
5 октября того же года последовало дозволение от Гавриила, а 10 числа одесские граждане решили переименовать церковь в честь Всех Святых. Её закладка состоялась 29 октября 1816 года. Завершение строительства состоялось лишь 22 мая 1820 года, и причиной тому была нехватка средств: по словам рапорта одесского благочинного от 14 июня 1819 года, в том году предлагалось строить только столько, на сколько хватит средств для закупки материалов и строительства, хотя в 1820 году все работы после получения средств были завершены крайне быстро. 25 июля того же года состоялось освящение церкви. Как следовало из документов Воронина, постройка велась отчасти в долг, по которому удалось расплатиться в 1825 году.

### Сооружение колокольни
К 1900 году церковь расширилась и приняла свой настоящий вид с пристроенной колокольней, двумя боковыми приделами и тамбуром (площадь выросла более чем в два раза). В 1837 году Херсонская и Таврическая губерния вошли в отдельную епархию с резиденцией в Одессе, а её первый архиепископ Гавриил в марте 1846 года предложил заменить деревянную колокольню на другую. Прототиперей Пасхалов, вызванный в Консисторию, 17 сентября 1846 года получил распоряжение представить рисунок новой колокольни в Святейший Синод: средства на сооружение могли выделяться только после начала работ. Архитектором колокольни выступил А. Шашин, его проект одобрила Херсонская губернская строительная комиссия в соответствии с Высочайшим Государя Императора утверждением от 12 марта 1847 года.
В комиссию по постройке колокольни вошли благочинный градских церквей протоиерей Михаил Жуковский, сам Пасхалов, церковный староста купец Иван Климов и архитектор Моранди, а мастером был назначен купеческий сын Андрей Теребенников. Однако из-за высоких рыночных цен строительство затормозилось надолго: в 1849 году, по словам Жуковского, цены поднялись в два раза по сравнению с 1847 годом, о чём позже свидетельствовала смета архитектора Моранди от марта 1850 года. Консистория обратилась с просьбой к преосвященному Иннокентию о предоставлении сметы (согласно указанию Одесского строительного комитета) в Главное управление путей сообщения, но тот 13 февраля 1851 года заявил, что не будет обращаться в управление, а приказал осуществлять строительство исключительно на средства от пожертвований: все журналы о покупке и уплате денег было велено предоставлять Иннокентию. В июне 1851 года началось строительство колокольни, завершившееся 30 ноября: на строительство, согласно рапорту от 13 декабря 1851 года, ушли 4572 рубля 52 копейки.

### Боковые приделы и купол
Одесские купцы Василий Трофимович Шапошников (староста кладбищенской церкви) и Ефрем Круглов предложили расширить церковь и выделить средства на пристройку двух боковых пределов, о чём сообщили преосвященному архиепископу Иннокентию в докладной записке 15 апреля 1852 года. Предлагалось возвести с правой предел во имя трёх святителей Василия Великого, Григория Богослова и Иоанна Златоуста, а с левой стороны — во имя преподобного Ефрема Сирина. 25 мая того же года состоялась закладка правого придела в присутствии самого Иннокентия, генерал-губернатора князя Михаила Семёновича Воронцова и одесского градоначальника Александра Ивановича Казначеева.
Примерно в это же время был заложен левый предел: оба были закончены одновременно, согласно рапорту ключаря, протоиерея Иоанна Знаменского от 24 октября 1852 года (правый предел освящён во имя Трёх Святителей самим Владыкой Иннокентием 25 октября; левый освящён позже, но уже во имя Ефрема Сирина и Дмитрия Солунского). Шапошников, заручившись поддержкой купца Иолия Семёновича Анастасьева, 17 июля 1852 года направил ещё одну записку Иннокентию с просьбой благословить переделку купола по проекту архитектора Черхунова за счёт Шапошникова. В том же июне работа была разрешена, а завершена в октябре 1852 года, как и работа над приделами.
В 1870-е годы инициалы были украшены двухъярусными иконостасами московской работы, а прежние иконостасы, устроенные Шапошниковым, расставлены вокруг двух задних пилонов. В 1898 году были сооружены каменный тамбур и главный вход, предохранявший прихожан от сквозного ветра и пыли, наносимых в церковь с площади.

### Имущество церкви
К недвижимому имуществу церкви относились часовня для отпевания покойников (каменный одноэтажный домик, крытый черепицей с металлическим крестом, внутри украшенный иконами), которая была уступлена городом в собственность церкви в 1873 году после постройки нового анатомического дома; каменная лавка в воротах кладбища для продажи церковных свеч (при постройке ворот прежняя лавка была уничтожена); каменный двухэтажный дом для помещения причта (построен в 1864—1865 годах, предположительно, на средства церковного старосты М. Р. Гладкова).
Из икон присутствовали:
- четыре иконы старинного Греческого письма, находившиеся в нижнем ярусе среднего иконостаса в сребронозлащенных ризах: Спасителя, Богоматери, Иоанна Предтечи и Святителя Николая (нет данных о том, кто и когда внёс их в кладбищенскую церковь);
- икона Сретения Господня и икона Успения Пресвятой Богородицы на горных местах (первая — правого придела, вторая — левого);
- иконы Рождества, Воскресения Христова и Рождества Богоматери (первые две — у дверей правого придела, последняя — на пилоне левого придела).
- икона Святителя Феодосия, Архиепископа Черниговского в сребропозлащенной ризе (в алтаре левого придела в особом киоте).

Также среди реликвий был серебряный крест с частицами мощей святых Варсонофия, Казанского чудотворца (в алтаре левого предела); Алексия, человека Божия; Петра Александрийского; св. мученицы Варвары, Петра, Алексия, Ионы, Филиппа — Московских чудотворцев; Параскевы, Пантелеймона, Феодора — благоверного князя и чад его Давида и Константина. Неизвестно, кто и когда внёс крест в церковь.

### Разрушение церкви
В 1920-е годы после установления советской власти Одесское кладбище стало приходить в запустение и начало разрушаться: в 1929—1934 годах оно было окончательно разрушено. Храм был закрыт в 1934 году и снесён в 1935 году. В наши дни ведётся восстановление церкви: возведена деревянная часовня Димитрия Солунского.